# دون مور (عازف جاز)
دون مور (بالإنجليزية: Don Moore) هو عازف جاز أمريكي، ولد في 1932 في فيلادلفيا في الولايات المتحدة.

## وصلات خارجية
- دون مور على موقع ميوزك برينز (الإنجليزية)
- دون مور على موقع ديسكوغز (الإنجليزية)